# Pollimyrus marianne
Pollimyrus marianne is een straalvinnige vissensoort uit de familie van de tapirvissen (Mormyridae). De wetenschappelijke naam van de soort is voor het eerst geldig gepubliceerd in 2003 door Kramer, van der Bank, Flint, Sauer-Gürth & Wink.